# Ровередо (Удине)
Ровередо је насеље у Италији у округу Удине, региону Фурланија-Јулијска крајина.
Према процени из 2011. у насељу је живело 478 становника. Насеље се налази на надморској висини од 376 м.